# パコモ
特定非営利活動法人パコモ（英称：PACOMO-Play,Art,in Commons）は、東京都日野市に本部を置く団体である。コモンズをつくることを目的に活動をしている。

## 概要
千葉県我孫子市で活動していた任意団体Arts for Young Audienceを母体として2014年に設立された。
- 主な目的：
- 主な活動は
  - 学童保育室など放課後子どもたちが集まる場で創造力を育むことを目的としたワークショップを実施する「こども創造教室事業」
  - 子どもたちを中心として人が集まる「コモンズ」をつくるため活動する「コモンズ推進事業」

## 沿革
- 2007年（平成19年）4月 - Arts for Young Audienceとして設立
- 2014年（平成26年）9月 - Arts for Young Audienceをパコモに改変
- 2015年（平成27年）9月 - 特定非営利活動法人（NPO）